# Белая ночь (альбом)
«Белая ночь» — дебютный альбом советской электропоп-группы «Форум», выпущенный в виде магнитоальбома в 1985 году. Издан Всесоюзной фирмой «Мелодия» на грампластинках 2 октября 1987 года. По данным «Мелодии», в течение года альбом разошелся тиражом в 2 миллиона экземпляров.

## Об альбоме
До 1987 года альбом издавался под разными названиями и с разным треклистом.
К песням «Белая ночь», «Давайте созвонимся», «Улетели листья…», «Журавль в небе» были сняты видеоклипы для фильма-концерта «Вместе с молодыми», снятого летом 1985 года. В 1986 году «Форум» выступили на фестивале «Песня года» с песней «Улетели листья» и приняли участие в телепередаче «Музыкальный ринг». С середины 1987 до середины 1988 года было продано 2 005 730 пластинок.
Это единственный студийный альбом группы «Форум» с участием Виктора Салтыкова (не считая некоторых магнитоальбомов и демозаписей к альбому «Никто не виноват»). Тем не менее, Салтыков до сих пор регулярно исполняет песни с альбома на своих концертах.

## Список композиций
Вся музыка написана А.Морозовым, А. Назаровым.
| №  | Название             | Текст песни | Длительность |
| -- | -------------------- | ----------- | ------------ |
| 1. | «Белая ночь»         | С. Романов  | 4:12         |
| 2. | «Какая нелепость...» | Л. Дербенёв | 3:47         |
| 3. | «Беда»               | С. Романов  | 3:04         |
| 4. | «Улетели листья...»  | Н. Рубцов   | 4:08         |
| 5. | «Островок»           | М. Рябинин  | 3:15         |

| №  | Название                     | Текст песни | Длительность |
| -- | ---------------------------- | ----------- | ------------ |
| 1. | «Давайте созвонимся!»        | Л. Волков   | 3:18         |
| 2. | «Что сравнится с юностью...» | М. Андреев  | 3:23         |
| 3. | «Журавль в небе»             | Ю. Паркаев  | 3:25         |
| 4. | «Форум»                      | С. Романов  | 3:37         |
| 5. | «Поверьте!»                  | Л. Волков   | 4:43         |

## В записи участвовали
- Александр Морозов — электророяль
- Виктор Салтыков — вокал
- Константин Ардашин — компьютер Yamaha CX5M
- Владимир Сайко — синтезатор Roland Juno-106
- Михаил Менакер — синтезаторы Korg Poly-800 MK1, Korg Poly-800 MK2
- Александр Назаров — бас-гитара Ibanez, аранжировки
- Николай Каблуков — гитара Vintage
- Александр Дроник — электронная барабанная установка Simmons SDS-8, драм-машина Roland TR-909
- Л. Панкевич — оформление
- А. Козлова — фото
- М. Садчиков — аннотации
- И. Рябова — редактор
- Владимир Кауфман — арт-директор

Звукорежиссёры — В.Лукичев, А.Докшин, Л.Анастасиади, Ю.Ивановский. Художественный руководитель — А.Морозов.

## Дополнительные факты
- Существует мнение отдельных интернет-блогеров, что мелодия песни «Улетели листья…» позаимствована у хита «Everybody's Got to Learn Sometime»[7] британской группы The Korgis[8].
- В 1986 году песню «Улетели листья…»  записала София Ротару, включив её в свой альбом «Монолог о любви» (также был снят видеоклип).
- В 2004 году поп-группа Hi-Fi записала кавер-версию композиции «Беда», исключив завершающий куплет[9].
- В 2021 году группа «Новые самоцветы» записала версию композиции «Улетели листья»[10].
- Песню «Белая ночь» Виктор Салтыков исполнял вместе с Иваном Ургантом и командой телепередачи «Вечерний Ургант» на итальянском языке в стиле фильма Эльдара Рязанова «Невероятные приключения итальянцев в России»[11].
- «Островок», «Улетели листья», «Какая нелепость» и «Белая ночь» вошли в саундтрек телесериала «Восьмидесятые». Песню «Белая ночь» также можно услышать в конце 2-й серии 1 сезона сериала Мир! Дружба! Жвачка!.
- Песню «Какая нелепость…» исполняла Татьяна Буланова на юбилейном концерте группы.